# Festa (filme)
Festa é um filme brasileiro de 1989, do gênero comédia, escrito e dirigido por Ugo Giorgetti. O filme todo é rodado em um único cenário.

## Sinopse
Um tocador de gaita, um jogador de sinuca e seu velho assistente são convidados para animar uma festa de granfinos, mas o tempo vai passando e eles nunca são chamados para se apresentarem. Durante sua espera no hall de entrada presenciam todo tipo de absurdos conforme a festa prossegue e os convidados vão ficando mais desinibidos.

## Elenco
- Antonio Abujamra... Velho
- Otávio Augusto... Maître
- Marcelo Mansfield.... Garçom
- Lala Deheinzelin... Mulher rica
- Iara Jamra.... Empregada
- Ney Latorraca.... Ator
- José Lewgoy.... Bêbado
- Jorge Mautner.... Jardas (tocador de gaita)
- Patrícia Pillar.... Mulher rica
- Adriano Stuart.... Jogador de sinuca

## Prêmios
Festival de Gramado (1989)
- Venceu nas categorias de melhor filme, melhor ator (Antônio Abujamra e Adriano Stuart), melhor roteiro, melhor figurino e melhor edição de som, escolhidos pelo júri oficial
- Recebeu o prêmio da crítica.

VI Rio-Cine Festival
- Venceu nas categorias de melhor direção, melhor montagem (Marc de Rossi), melhor figurino (Nazareth Amaral e Stella de Domênico), melhor roteiro (Ugo Giorgetti) e melhor ator coadjuvante (Otávio Augusto).

Troféu APCA da Associação Paulista de Críticos de Arte (1990)
- Venceu nas categorias de melhor filme e melhor ator (Adriano Stuart).